# Acantite
L'acantite (simbolo IMA: Aca) è un minerale piuttosto raro della classe dei minerali "solfuri e solfosali" con la composizione chimica Ag2S, cioè è costituito da argento e zolfo in un rapporto di 2:1 ed è quindi chimicamente un solfuro d'argento.

## Etimologia e storia
L'acantite fu scoperta per la prima volta vicino a Jáchymov nella Repubblica Ceca e descritta nel 1855 da Gustav Adolph Kenngott (1818-1897), che chiamò il minerale con il nome dell'antico greco ἄκανθα ('ákantha', spina o spiga) a causa della forma dei suoi cristalli. In seguito, con la costruzione di apparecchiature di analisi più sofisticate, si scoprì che il minerale chiamato argentite struttura atomica e formula chimica identica all'acantite.

## Classificazione
La 9ª edizione della sistematica minerale di Strunz, valida dal 2001 e utilizzata dall'Associazione Mineralogica Internazionale (IMA), classifica l'acantite nella classe dei "2. Solfuri e solfosali" e nella divisione dei "2.B Solfuri metallici, M: S > 1: 1 (principalmente 2: 1)". Tuttavia, questa divisione è ulteriormente suddivisa in base al tipo di cationi coinvolti, in modo che il minerale possa essere trovato nella suddivisione "2.BA Con Cu, Ag, Au" in base alla sua composizione, dove forma il gruppo senza nome 2.BA.30a insieme all'argentite.
Nell'edizione successiva, proseguita dal database "mindat.org" e chiamata Classificazione Strunz-mindat la classificazione dell'acantite subisce una leggera variazione, non tanto per la classe, la sottoclasse e la sezione di elencazione, quanto per il numero di sistema, che qui è il nº 2.BA.35, che l'acantite occupa insieme a spryite.
Anche la sistematica dei minerali secondo Dana classifica l'acantite nella classe dei "solfuri e solfosali" e nella sottoclasse dei "minerali solfuri". Qui forma il "gruppo dell'acantite" con il sistema nº 02.04.01 insieme agli altri membri naumannite e aguilarite all'interno della suddivisione dei "solfuri – compresi seleniuri e tellururi – con la composizione AmBnXp, con (m+n):p=2:1".

## Abito cristallino
L'acantite cristallizza nel sistema monoclino nel gruppo spaziale P21/n (gruppo nº 14, posizione 2) con i parametri reticolari a = 4,23 Å, b = 6,93 Å, c = 7,86 Å e β = 99,6°, oltre a 4 unità di formula per cella unitaria.

## Modificazione e varietà
L'acantite è la modificazione monoclina a bassa temperatura dell'argentite (che cristallizza nel sistema cubico), cioè trasforma il suo sistema cristallino quando viene raffreddata al di sotto di 173 °C. Tuttavia, spesso conserva la forma cristallina esterna dell'argentite (paramorfismo).

## Caratteristiche chimico-fisiche
L'acantite è solubile in acido cloridrico (HCl) e in acido nitrico (HNO3).

## Origine e giacitura
L'acantite si forma idrotermicamente nelle vene del minerale d'argento. Oltre ad argentite, argento, proustite, pirargirite, i minerali di accompagnamento sono la galena, in cui è spesso inclusa l'acantite.
In tutto il mondo, l'acantite è stata rilevata in circa 2100 siti.
In Italia l'acantite è stata trovata in diversi luoghi: a Berceto (in Emilia-Romagna); Sestri Levante e Cairo Montenotte (in Liguria); Gorno, Introbio, Besano, Cuasso al Monte e in Valsassina (Lombardia); a Roburent, Borgofranco d'Ivrea, Crevoladossola, Formazza e Macugnaga, tra le altre (in Piemonte); in molte località della Sardegna (per esempio Sinnai, Gadoni, Osilo e Domusnovas); a Fiumedinisi in Sicilia, ma anche in diverse località del Veneto, del Trentino Alto-Adige e in Toscana.
In Germania, il minerale è stato trovato, tra l'altro, nella Foresta Nera nel Baden-Württemberg; nelle foreste del Fichtelgebirge, Bavarese e dell'Alto Palatinato in Baviera; nell'Odenwald e nel Taunus in Assia; nelle montagne dell'Harz in Bassa Sassonia; in diverse località della Renania Settentrionale-Vestfalia; nell'Eifel e sull'Hunsrück in Renania-Palatinato; nel Saarland; in Sassonia-Anhalt; sull'Annaberg-Buchholz, sullo Schneeberg e su molte altre zone della Sassonia e della Turingia.
In Austria, l'acantite si trova principalmente nelle regioni della Carinzia, della Bassa Austria, del Salisburghese, della Stiria e del Tirolo.
In Svizzera, il minerale è stato finora trovato solo vicino a Miglieglia (nel Canton Ticino), nella valle di Binn e nella Lötschental (nel Canton Vallese).
Altre località sono sparse in tutto il mondo.
L'acantite è stata trovata anche in campioni di roccia della dorsale medio-atlantica e della Luna, questi ultimi campioni portati sulla Terra dalla missione Luna 24.

## Forma in cui si presenta in natura
L'acantite di solito sviluppa cristalli aghiformi o appuntiti, spesso pseudo cubici, ma anche aggregati massicci di colore da grigio a nero.